# اژدها و گرگ
«اژدها و گرگ» (انگلیسی: The Dragon and the Wolf) هفتمین و آخرین قسمت از فصل هفتم مجموعه تلویزیونی درام-فانتزی بازی تاج‌وتخت و به‌طور کلی شصت و هفتمین قسمت پخش شده از این مجموعه است. این قسمت توسط دیوید بنیاف و دی. بی. وایس نوشته شد و توسط جرمی پودسوا کارگردانی شد و در تاریخ ۲۷ اوت ۲۰۱۷ از شبکه تلویزیونی اچ‌بی‌او به نمایش درآمد. مدت زمان این قسمت ۸۰ دقیقه است.

## داستان
در مقر فرمانروایی
جان اسنو و همراهانش برای مذاکره در مورد متوقف کردن جنگ به  مقر فرمانروایی می‌رسند. آنها با سرسی و جیمی لنیستر ملاقات می‌کنند. جان اسنو دربارهٔ وایت واکرها و اینکه به زودی به دیوار می‌رسند به آنها می‌گوید  و برای اثبات وجود وایت واکرها، وایت اسیر شده را نشان می‌دهند...
تیریون لنیستر به تنهایی برای صحبت و متقاعد کردن سرسی می رود.  در طول مکالمه متوجه می شود که سرسی باردار است. سرسی به جلسه برمی گردد و موافقت می کند که تمام ارتش خود را برای مبارزه با وایت واکرها به شمال بفرستد.
بعد از اینکه جیمی میفهمد سرسی به دروغ سوگند خورده 
به تنهایی به طرف وینترفل میرود و مقر فرمانروایی را ترک می کند.
در دراگون استون
متحدان دنریس برای سفر به وینترفل برنامه ریزی می کنند. دنریس تصمیم می گیرد به جای اژدها در کنار جان سوار بر اسب سفر کند، به این امید که حمایت مردمی در میان مردم شمالی را به دست آورد.  تیان گریجوی بعد از صحبت با جان تصمیم می گیرد یارا را نجات دهد. هاراگ، رهبر آهن زادگان باقی مانده، تئون را به چالش می کشد و هر دو شروع به مبارزه می کنند. با وجود ضرب و شتم وحشیانه، تئون در نهایت پیروز می شود و برای کمک به یارا میروند.
در وینترفل
سانسا و لیتل فینگر درباره اقدامات آریا بحث می کنند. لیتل فینگر به سانسا توصیه می کند که همیشه تصور کند دیگران بدترین انگیزه ممکن را دارند. سانسا آریا را نزد اربابان شمال و ویل احضار می‌کند، سپس لیتل فینگر را با متهم کردن او به قتل و خیانت، که برن نیز تأیید می‌کند، مبهوت می‌کند. لیتل فینگر التماس می کند که او را نکشند ، اما آریا او را اعدام می کند.
سم با خانواده اش به وینترفل می رسد. برن به او می گوید درباره والدین واقعی جان، می گوید...

در ایست واچ
شاه شب  سوار بر ویسروس با ارتش مردگان خود به ایست واچ می رسد. تورموند به نگهبان شب دستور تخلیه و فرار می دهد. ویسروس، ایست واچ را نابود می کند و راه وایت واکرها به هفت پادشاهی را باز میکند.

## پخش
۱۲٫۱ میلیون نفر در کشور آمریکا این قسمت را به شکل زنده تماشا کردند و این امر آن را به پرتماشاچی‌ترین قسمت این مجموعه تا به آن زمان تبدیل کرد.